# Sveriges Yngre Läkares Förening
SYLF är en förkortning för Sveriges Yngre Läkares Förening, som ingår i Sveriges läkarförbund.  
SYLF är den näst största yrkesföreningen inom Sveriges läkarförbund och organiserar underläkare. Föreningen har drygt 12500 medlemmar. SYLF har en lokal organisation med 27 spridda över landet. I denna organisation förankrar SYLF sitt centrala agerande i förhandlingsfrågor, utbildningsfrågor, arbetsmarknadsfrågor, sjukvårdsorganisatoriska frågor och arbetsmiljöfrågor.
SYLF publicerar årligen AT-rankingen som rankar alla AT-orter i Sverige och Åland. 
Tidskriften Moderna Läkare ges ut av SYLF och utkommer 4 gånger per år. Tidskriften har en upplaga på ca 14 000 ex och distribueras till 12500 underläkare, 7 000 medicine studerande samt till beslutsfattare inom hälso- och sjukvården.